# Serra (Tomar)
Serra è una ex freguesia di Tomar. Serra si estende su una superficie di 33,51 km² e conta 1 191 abitanti (2011). Densità demografica: 35,5 ab./km². Serra è stata aggregata nel 2013 a Junceira, dando vita alla freguesia di Serra e Junceira (nome ufficiale: União das Freguesias de Serra e Junceira).
Della circoscrizione fanno parte diverse località, borghi e frazioni, quali Chão das Maias, Quinta de Chão das Maias, Cerca, Silveira, Salgueira, Balancho, Barreirão, Hortas, Bugarrel, Casa Nova, Abadia, Barreira Grande, Barreira Pequena, Outeiro da Barreira, Carvalhal, Pederneira, Outeiro, Pai de Aviz, Pai Cabeça, Castelo Novo, Alqueidãozinho, Esteveira, Eira do Chão, Venda, Vila Nova, Amoreira, Caramouchel, Portela, Levegada, Cortes, Paço, Macieira, Vale do Roxo, Vale de Vime, Vale da Lage, Espinheiro, Casalinho, Cruto, Quinta do Filipe, Figueira Redonda, Casal do Rei, Vale das Vacas, Ventozel, Ruiva, Barca do Loureiro, Ilha do Lombo, Paredinha, Mata, São Gião, Aguda, Barca da Esteveira, Casal da Cachoaria, Fonte de Vide, Chousa, Vale da Menina, Vale da Sardinha, Outeiro do Forno, Olival, Almoinhas, Vale Cabreiro, Cais da Ilha, Baia do Caramelo e Torre de Cima.
Una parte di queste località si snoda tra le colline lungo il bacino del Castelo di Bode, un lago artificiale con diverse spiagge fluviali dove è possibile praticare la pesca e diversi sport acquatici, tra i quali lo sci nautico e il wakeboard.
Non si conoscono le origini del toponimo ma il riferimento più antico alla chiesa di Santa Maria di Serra risale al 1390 ed è incluso tra gli annali del municipio di Tomar.
L'economia della circoscrizione è legata all'agricoltura, alla silvicoltura (pini ed eucalipti) e al turismo. Colture tipiche sono la vite e l'ulivo ma anche gli agrumi grazie al clima mite e asciutto che caratterizza la regione.